# Hindsia ramosissima
Hindsia ramosissima là một loài thực vật có hoa trong họ Thiến thảo. Loài này được Gardner mô tả khoa học đầu tiên năm 1845.